# Chanson à texte

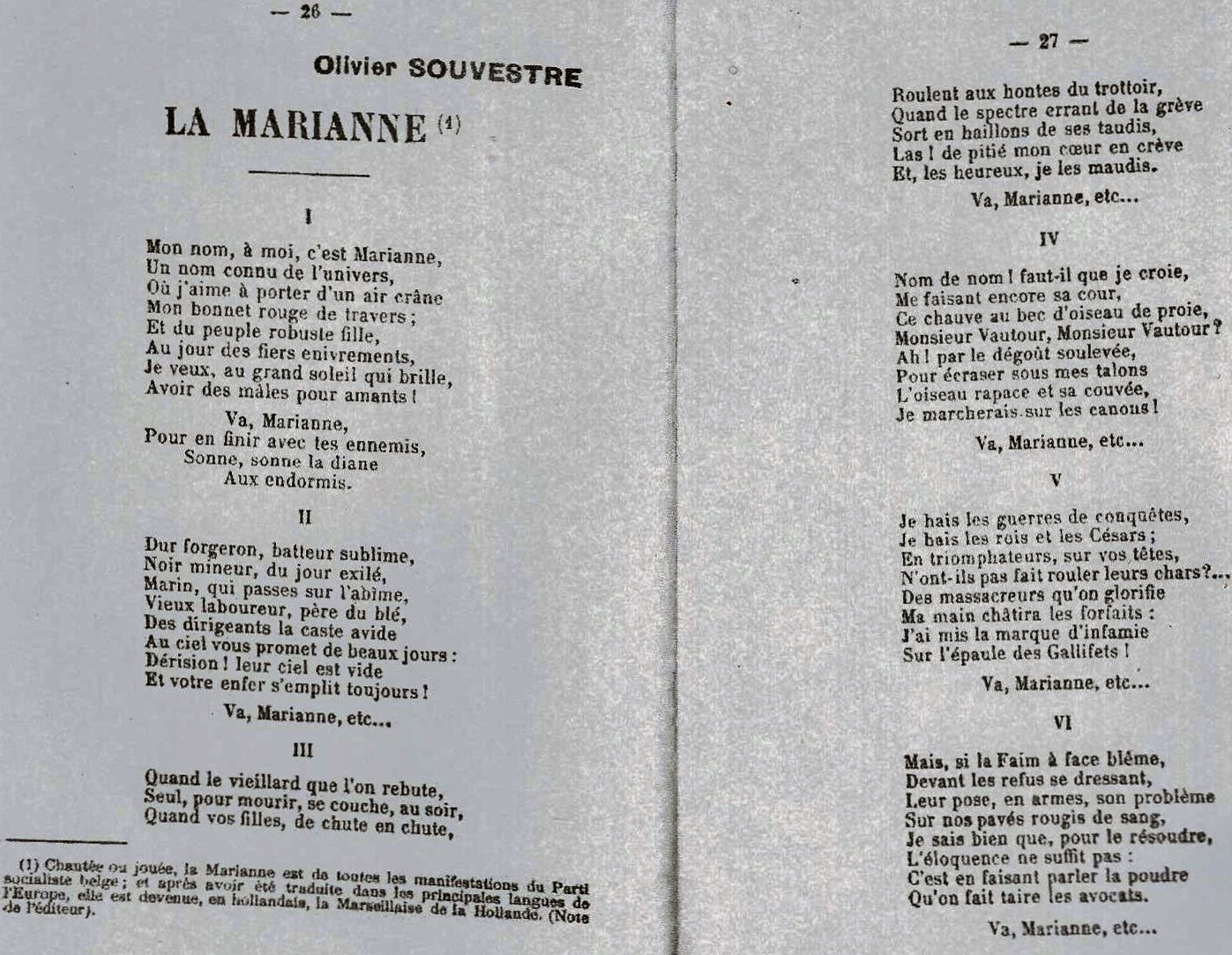
Texte de la chanson "La Marianne"

La chanson à texte est un genre de chanson dont la qualité littéraire est revendiquée par ses auteurs par rapport aux chansons dites de « variété » au contenu plus prosaïque. 
L'expression elle-même a été popularisée en Belgique et en France depuis la seconde moitié du XXe siècle. Des analyses de sociologues ont montré que son emploi participait d'une démarche de légitimation culturelle. Elle est présente dans le système de classification (PDCM 4) utilisé par les bibliothèques publiques en France depuis 1983 pour les documents musicaux, l'une des catégories de la chanson francophone, des années 1950 aux années 2000.

## Origines du concept
(juin 2020).
- Si vous ne connaissez pas le sujet, laissez ce bandeau (vous pouvez alors contacter les auteurs).
- Si vous supprimez le contenu mis en cause (vous pouvez préalablement contacter les auteurs),

argumentez précisément cette suppression dans la page de discussion
(un manque de référence n'est pas un argument ; une recherche réelle de référence doit avoir été effectuée, être formellement documentée).
Au XIXe siècle, la chanson est la première et parfois la seule approche de la musique et de la poésie dans les milieux populaires où elle constitue le vecteur favori du sentiment ou de l'expression politique. La classe ouvrière comme la petite bourgeoisie y accèdent grâce à l'enseignement du chant dans les écoles et à la diffusion des « petits formats » dans lesquels sont publiés les textes complétés par une ligne de chant dont la facilité cède souvent le pas à la qualité. Le phonographe s'impose rapidement dans ces mêmes milieux et permet le développement d'un marché de la chanson. Il est concurrencé à la fin du premier quart du XXe siècle par la radio naissante où la tendance est plutôt à l'élitisme et la chanson, considérée comme triviale, très précautionneusement introduite. Cependant, la force de ce nouveau système de diffusion voit émerger un large public, en majorité féminin, doté d'une formation musicale très minimale. La conséquence de ce phénomène conduit à une radicalisation du caractère « facile » du genre : « édulcoration des textes, apolitisme, triomphe du sentimentalisme, émergence des chanteurs de charme » et le marché du disque favorise la création dans ce registre d'éphémères succès se succédant les uns aux autres.

## Naissance du concept
Au milieu du XXe siècle une différenciation entre « chanson à texte » et « chanson de variété » se fait jour en Belgique où un mouvement de légitimation de la « bonne chanson à texte » propose l'appellation de « 9e art » pour qualifier le genre. En France en revanche, si les journaux disposent de rubriques pour la musique pop, pour le rock ou pour le jazz, il n'en va pas de même pour la chanson en tant que telle, le genre étant traité dans la rubrique dite « variété ». Ce qui conduit malicieusement Léo Ferré à chanter : « Je ne suis qu'un artiste de variété ». La reconnaissance, comme pour s'en démarquer, de la proximité avec la chanson de variété est d'ailleurs fréquente chez les auteurs ou les interprètes de la chanson à texte. Ainsi de, encore, Léo Ferré avec Quand c'est fini, de Jean Ferrat avec L'Idole à papa, de Georges Brassens avec Trompettes de la renommée, de Catherine Sauvage avec Mets deux thunes dans le bastringue, ou de Barbara avec Le Zinzin. La chanson à texte se situe en France aux frontières de la poésie dans un statut de « culture non légitime ».

## Analyses sociologiques
Une enquête sur les pratiques du public fait apparaître que c'est par la bourgeoisie que, en Belgique, passe la légitimation de la chanson à texte. En France, le phénomène est analysé par Pierre Bourdieu qui écrit : « ce sont les classes moyennes qui trouvent dans la chanson une occasion de manifester leur prétention artistique en refusant les chanteurs favoris des classes populaires tels Mireille Mathieu, Adamo, Charles Aznavour ou Tino Rossi et en affirmant leur préférence pour les chanteurs qui essaient d'ennoblir ce genre « mineur » : c'est ainsi que les instituteurs ne se distinguent jamais autant des autres fractions de la petite bourgeoisie qu'en ce domaine où, mieux que sur le terrain de l'art légitime, ils peuvent investir leurs dispositions scolaires et affirmer leur goût propre dans le choix des chanteurs proposant une poésie populiste dans la tradition de l'école primaire comme Douai ou Brassens. »

## Les promoteurs
Comme l'indique Serge Dillaz, « la volonté d'institutionnaliser la chanson, de lui rendre ses lettres de noblesse afin de la faire à nouveau figurer parmi les « arts nobles », a [...] mobilisé l'energie de quelques précurseurs. » Pierre Seghers par exemple associe dans sa collection Poètes d'aujourd'hui les acteurs de la chanson à texte.
L'auteur-compositeur-interprète Jacques Bertin est également un ardent défenseur de la chanson à texte luttant pour sa reconnaissance en tant que discipline artistique à part entière et non comme une branche du show-business. Définie dans une interview comme l'une des « catégories de la chanson francophone - chanson à texte, poétique, engagée, réaliste, expressionniste, folklorique, populaire, gaillarde, routinière, de rue, de scène, de métier, de marin, comptine, complainte » il dit de cette discipline qu'il nomme aussi chanson d'auteur : « ... il n'y a pas de chansons sans auteur, pas de chansons qui sortent du sol comme ça. Toutes les chansons sont d'un auteur, et, pour les plus anciennes, d'un auteur qui était presque toujours un lettré… même si son nom se perdit ensuite. Mais si on veut dire par l'expression "chanson d'auteur" qu'on est en présence d'une œuvre remarquable, et dépassant le pouêt-pouêtisme radiophonique, alors oui, j'accepte cette dénomination… ». Ses pages dans Politis en témoignent fréquemment comme un article dans lequel il expose à propos de Colette Magny : « Colette Magny aurait pu devenir une star ; c'est-à-dire que son physique, sa puissance, sa conviction et, bien sûr, sa voix, bref, son talent auraient pu, si elle avait joué le jeu, faire d'elle une Dalida de la chanson à texte ». Les textes de Jacques Bertin en défense de la chanson à texte sont cités par les instances universitaires qui donnent son article « Vie et mort de la chanson à texte » en bibliographie de la préparation à l'agrégation de musique en 2011

## Les auteurs et les interprètes
En Belgique, la légitimation de la chanson à texte se fait par la proximité avec la musique classique alors qu'en France elle est réalisée par son rapprochement avec la littérature et notamment par l'association de ses auteurs, tels que Léo Ferré ou Georges Brassens, et même de ses interprètes, comme Yves Montand, aux poètes. Le rapprochement entre les tenants de ces deux mondes ne se réalise d'ailleurs pas spontanément : Jacques Brel qui, en Belgique, a séduit le public catholique, se « méfie », lorsqu'il débarque à Paris, de Léo Ferré dont il trouve le style trop « précieux », les paroles trop « recherchées ». À l'inverse, ses refrains, pleins de bons sentiments agacent Catherine Sauvage davantage intéressée par Serge Gainsbourg. Peu à l'aise sur le terrain de la littérature ou de la poésie (il n'aime pas Henri Michaux), contrairement à Georges Brassens, Léo Ferré, Francis Lemarque, Juliette Gréco, Catherine Sauvage, Brel se situe en marge du milieu littéraire. Sans être un chanteur de variété, il est plus sensible à la tradition populaire et le manifeste par son utilisation de l'accordéon, tout en se rapprochant parfois de la musique classique (emploi des ondes Martenot).
Entre 1962 et 1966, on trouve à la suite des poètes dans la collection Poésie et chansons de Pierre Seghers les « huit représentants chansonniers » que sont Léo Ferré, Georges Brassens, Jacques Brel, Charles Aznavour, Charles Trenet, Guy Béart, Pierre Selos et Anne Sylvestre mais aussi Georges Chelon, Leny Escudero ou Félix Leclerc, ce dernier élargissant la sphère de la chanson à texte à la chanson québécoise.
Plus récemment, Colette Magny est considérée comme une actrice de premier plan sur la scène de la chanson à texte par Jacques Bertin, qui cite également, entre autres, Julos Beaucarne, Jean Vasca, Claude Semal, Coline Malice ou Michèle Bernard comme exemples d'auteurs appartenant à ce style.

## Les lieux
En France, dans les années 1960, la chanson à texte trouve ses lettres de noblesse, aux frontières de la poésie, dans les cabarets parisiens de la Rive gauche (L'Écluse, Le Cheval d'Or…) à l'Olympia ou à Bobino.
En 2005, Henri Courseaux et Claire de Villaret créent le Festival de la chanson à texte de Montcuq.

## Évolution du concept
La PDCM 4, système de classification des documents musicaux ou en relation avec la musique, développé par l'Association pour la coopération des professionnels de l'information musicale (ACIM), adopté par les bibliothèques en France depuis 1983 et mis à jour en 2008, procède à leur indexation analytique ainsi qu'à leur cotation. La PDCM4 est divisée en dix classes principales :
- Classe 0 : Généralités, sciences et techniques musicales ;
- Classe 1 : Musiques d'influence afro-américaine ;
- Classe 2 : Rock et variété internationale apparentée ;
- Classe 3 : Musique classique (musique savante de tradition occidentale) ;
- Classe 4 : Musiques électroniques ;
- Classe 5 : Musiques fonctionnelles, divers ;
- Classe 6 : Musique et cinéma ;
- Classe 7 : Classe de décantation (disques inclassables) ;
- Classe 8 : Chanson francophone / Classe d'usage national ou local ;
- Classe 9 : Musiques du monde.

La classe 8 : Chanson francophone / Classe d'usage national ou local, est déclinée en :
- 8.0 : Anthologies générales
- 8.1 : Chansons pour enfants
  - 8.11 : Rondes et comptines
  - 8.12 : Berceuses
  - 8.13 : Éveil musical lié à la chanson
  - 8.14 : Chansons d'apprentissage ou d'initiation (alphabet, tables de multiplication, langues étrangères)
- 8.2 : Chansons sociales
  - 8.21 : Chansons "pour et contre" : de lutte, de propagande, contestataires, de révolte (liste de chansons révolutionnaires ou de résistance), etc.
  - 8.22 : Chansons d'activités collectives diverses : travail, marins, supporters, etc.
  - 8.23 : Chansons à message religieux
- 8.3 : Chansons humoristiques
- 8.4 : Chansons à texte (texte prédominant)
  - 8.41 : Poèmes chantés (œuvres de poètes ou d’écrivains mises en musique)
- 8.5 : Chanson de variétés (musique prédominante)
- 8.6 : Chansons en lien avec d'autres genres : subdiviser par les autres classes
  - 8.611 : Blues
  - 8.62 : Rock
  - 8.6x : etc.

Ce système de classement donne ainsi la « chanson à texte » (chanson dont le texte est prédominant) comme une subdivision de la « chanson francophone », et uniquement de la chanson francophone, excluant les chansons écrites dans d'autres langues dont le texte est également prédominant mais qui font l'objet d'une autre classification dans les genres auxquelles elles appartiennent (blues, rock, etc.), et la subdivise à son tour avec une catégorie de « poèmes chantés » (textes de poètes mis en musique) en la différenciant de la « chanson de variétés » (chanson où la musique est prédominante).
Les axes de réflexion de l'ACIM dans le sens d'une évolution de la PDCM4 proposent l'affinage de la Classe 8. Chanson francophone et plus particulièrement des Classes 8.3 Chansons humoristiques, 8.4 Chansons à texte et 8.5 Chansons de variété, afin « de suivre l’histoire de la chanson en faisant peu ou prou correspondre des « styles » et des périodes, des années 1920 à aujourd’hui [...] de suivre des catégories pertinentes pour le public [...] et de déporter l’opposition arbitraire et stigmatisante entre « texte prédominant » et « musique prédominante », soit implicitement entre chanson pour les beaux et chanson pour les beaufs, en réintroduisant des critères plus « objectifs » qui font coller une période à un genre. » avec les indices suivants :
- 788.3 : Chanson réaliste, rétro : années 1920-1950 (les Compagnons de la chanson, Charles Trenet, André Claveau, Tino Rossi, Georgette Plana…)
- 788.4 : Chanson « rive gauche » et descendants, chanson à texte
  - 788.41 : Les historiques : années 1950-1960 (Jacques Brel, Léo Ferré, Georges Brassens, Juliette Gréco, Jean Ferrat, Barbara…)
  - 788.42 : Les héritiers : années 1970 et suivants (Jacques Higelin, Maxime Le Forestier, Renaud, Yves Duteil, Alain Souchon, Francis Cabrel, Juliette…)
  - 788.43 : Chanson festive et alternative : swing/musette, cuivres et altermondialisme, groupes de scène (Têtes Raides, Semtazone, Blérots de Ravel, Sanseverino…)
  - 788.44 : Nouvelle chanson française[16]: Dominique A, Carla Bruni, Vincent Delerm, Jeanne Cherhal, Olivia Ruiz, Alexis HK, Bénabar, Cali…)
- 788.5 : Chanson de variétés, mainstream, : années 1960 et suivantes, années 1980 (Antoine, Carlos, Michel Sardou, Sheila, Johnny Hallyday, Joe Dassin, Claude François, Marc Lavoine, Lorie, Nana Mouskouri, Céline Dion…).